# Leaf Hound Records
Leaf Hound Records war ein 2002 von Toreno Kobayashi gegründetes Plattenlabel aus Japan. Das Label war spezialisiert auf Doom- und Stoner-Interpreten. Der Firmenname entstand in Anlehnung an die Hard-Rock-Band Leaf Hound.
Als Orientierungspunkt des Labels galt der frühe Doom Metal der 1960er und 1970er Jahre. Leaf Hound lizenzierte neben japanischen Bands auch japanische Auflagen weiterer internationaler Künstler und Neuauflagen vergriffener Alben, insbesondere Produkte des deutschen Labels Hellhound Records und Rise Above Records.
Zu den bekanntesten über Leaf Hound vertriebenen Interpreten zählen Church of Misery, Witchcraft, Iron Man, Electric Wizard, Acid King und Acrimony. Die Veröffentlichungen waren überwiegend als CD und Schallplatte verfügbar. Seit der Jahresmitte 2008 ist das Label inaktiv.

## Katalog
- LHR-001 Blood Farmers – Permanent Brain Damage (CD)
- LHR-002 Sonic Flower – Sonic Flower (CD)
- LHR-003 Place of Skulls – With Vision (CD)
- LHR-004/5 Church of Misery – Early Works Compilation (2CD)
- LHR-006 Orange Sunshine – Homo Erectus (CD)
- LHRLP-006 Orange Sunshine – Homo Erectus (LP)
- LHR-007 Orange Sunshine – Love=Acid Space=Hell (CD)
- LHR-008 Acid King – III (CD)
- LHR-010 Om – Conference of the Birds (CD)
- LHRLP-011 Church of Misery – Master of Brutality (LP)
- LHR-012 Ogre – Seven Hells (CD)
- LHR-013 Acid King – The Early Years (CD)
- LHR-014 Acrimony – Tumuli Shroomaroom (CD)
- LHRLP-014/2 Acrimony – Tumuli Shroomaroom (2LP)
- LHR-015 Acrimony – Bong on – Live Long! (CD)
- LHR-016 Orange Sunshine – Bullseye of Beling (CD)
- LHRLP-016 Orange Sunshine – Bullseye of Beling (LP)
- LHR-018 Revelation – Never Comes Silence (CD)
- LHR-019 Revelation – Unreleased Album (LP)
- LHR-021 Revelation – Salvation's Answer (CD)
- LHR-022/LHR7-023 Church of Misery – Vol 1 (LP) + "Race with the Devil" (7")
- LHR-025 Gentlemans Pistols – Gentlemans Pistols (CD)
- LHR-026 Winters – Black Clouds in Twin Galaxies (CD)
- LHR-027 Dzjenghis Khan – Dzjenghis Khan (CD)
- LHR-028 Witchcraft – The Alchemist (CD)
- LHR-029 Blood Farmers – Blood Farmers (CD)
- LHRLP-030 Iron Man – Black Night (LP)
- LHR-031 Iron Man – The Passage (CD)
- LHR-032 Electric Wizard – Witchcult Today (CD)
- LHR-033 Various Artists – Requiem of Confusion (CD)
- LHR-035 Witchcraft – Witchcraft (CD)
- LHR-036 Witchcraft – Firewood (CD)
- LHR-037 Ogre – Plague of the Planet (CD)
- LHR-038 Revelation – Release (CD)